# Ведяков, Иван Иванович
Иван Иванович Ведяков (род. 31 января 1959, Атюрьево, Мордовская АССР) — советский и российский учёный в области разработки норм, методов расчётов, проектирования и обследования строительных металлических конструкций, металловедения и сварки. Профессор, доктор технических наук, член-корреспондент Российской академии архитектуры и строительных наук (РААСН), академик Российской Инженерной Академии, академик Национальной Академии наук пожарной безопасности, дважды лауреат премии Правительства РФ в области науки и техники, заслуженный строитель России, директор Центрального научно-исследовательского института строительных конструкций им. В. А. Кучеренко АО «НИЦ „Строительство“».

## Биография
В 1976 году окончил Явасскую среднюю школу Зубово-Полянского района с золотой медалью, в 1982 — факультет Промышленного и гражданского строительства Московского инженерно-строительного института им. В. В. Куйбышева (с отличием), в 1990 — аспирантуру.
В 1982—1985 годах мастер, прораб в СМУ-1 треста «Особстрой-2» Главмособлстроя.
С 1985 года работает в ЦНИИСК им. В. А. Кучеренко Госстроя СССР: старший инженер; младший, старший, ведущий научный сотрудник; заместитель заведующего, заведующий лабораторией; заместитель директора; с 2010 — директор института.
С 2002 года одновременно преподаёт на кафедре «Промышленное и гражданское строительство» Электростальского политехнического института — филиала Московского института стали и сплавов (с 2016 года — филиал Московского политехнического университета).
Член-корреспондент Российской академии архитектуры и строительных наук (РААСН); главный редактор журнала «Строительная механика и расчёт сооружений» (с 2012), член редколлегии журнала «Промышленное и гражданское строительство». Эксперт Ассоциации развития стального строительства,(c 2015) Председатель совета директоров Ассоциации Развития Стального Строительства. Главный редактор журнала «Сейсмостойкое строительство. Безопасность сооружений» (с 2016).
Участвовал и возглавлял работы по обследованию и реконструкции следующих сооружений:
- корпуса Государственного космического центра им. М. В. Хруничева,
- корпуса АЗЛК (объединение «Автофрамос»),
- Останкинская телебашня (после пожара),
- плавучая платформа «Hutton» для добычи нефти в акватории Северного Ледовитого океана,
- скульптурная композиция «Рабочий и колхозница»,
- монумент «Покорителям космоса» на Проспекте Мира,
- памятник Петру I,
- здания и сооружения на территории ВВЦ (ВДНХ),
- магазины сетей «МЕТРО» и «ЗЕЛЬГРОС»,
- комплекс старинных церквей «Зарядье»,
- Шуховская телебашня,
- Богучанская ГЭС (после аварии).

Участвовал и руководил научно-техническим сопровождением проектирования и строительства следующих сооружений:
- Ледовый дворец на Ходынском поле,
- здание ММДЦ «Москва-Сити»,
- комплекс зданий ДФУ (о. Русский),
- комплекс зданий ЗАО «Крокус»,
- спортивные сооружения Универсиады-2013 (Казань),
- олимпийские объекты (Сочи),
- парк «Зарядье» (Москва),
- футбольные стадионы к чемпионату мира 2018 года,
- Лахта-центр (Санкт-Петербург).

## Научная деятельность
В 1990 году защитил кандидатскую, в 2001 — докторскую диссертацию («Выявление резервов несущей способности стальных строительных конструкций на основе совершенствования методов их расчета и рационального применения современных материалов»)(док. № 006360); профессор (2008).
Научные достижения:
- разработаны новые методы расчёта стальных изгибаемых элементов и стоек (колонн), принципы оценки конструктивной прочности проката с учётом структуры материала;
- определены пути одновременного повышения прочности и сопротивления хрупкому разрушению проката и элементов конструкций, физико-технологические способы повышения трещиностойкости стального проката, физические основы перехода элементов стальных конструкций из вязкого состояния в хрупкое;
- созданы и применены в строительных конструкциях принципиально новые стали;
- разработаны принципы сохранения и использования сталей производства начала XX века при реставрации и восстановлении объектов культурного наследия федерального значения;
- разработаны состав и технология производства лёгких гранулированных пористых заполнителей для бетонов, плитного конструкционного материала из дешёвых и распространённых кремнистых пород;
- разработана и внедрена комплексная система научно-технического сопровождения возведения уникальных зданий и сооружений, направленная на обеспечение их эксплуатационной надёжности и экономической эффективности.

Является членом специализированных советов по защите докторских и кандидатских диссертаций по специальности 05.23.01 «Строительные конструкции, здания и сооружения» при АО НИЦ «Строительство», МГСУ.
Действительный член Петровской академии наук и искусств (2009), Российской инженерной академии (2012), Национальной академии наук пожарной безопасности (2014).
Подготовил одного доктора и четырёх кандидатов наук. Автор более 160 научных работ, в том числе учебных пособий и 7 монографий; 4 патентов на изобретения.
Руководитель научной школы «Металлические конструкции».

### Избранные труды
- Одесский П. Д., Ведяков И. И. Сталь в строительных металлических конструкциях. — М.: Металлургиздат, 2018. — 906 с.
- Ведяков И. И., Райзер В. Д. Надежность строительных конструкций: Теория и расчет. — М.: АСВ, 2018. — 411 с.
- Ведяков И. И., Конин Д. В., Одесский П. Д. Стальные конструкции высотных зданий. — М.: АСВ, 2014. — 272 с.[9]
- Гланштейн Л. И.,Одесский П. Д., Ведяков И. И. Слоистое разрушение сталей и сварных соединений. — М.: ООО Интермет Инжиниринг, 2009. — 256 с.
- Одесский П. Д., Ведяков И. И. Ударная вязкость сталей для металлических конструкций. — М.: ООО Интермет Инжиниринг, 2003. — 232 с.[10]
- Одесский П. Д., Ведяков И. И. Малоуглеродистые стали для металлических конструкций. — М.: ООО Интермет Инжиниринг, 1999. — 224 с.[11][12]
- Одесский П. Д., Ведяков И. И., Горпинченко В. М. Предотвращение хрупких разрушений металлических строительных конструкций. — М.: ООО Интермет Инжиниринг, 1998. — 220 с.[13][14]
- Оценка ударной вязкости сталей для строительных металлических конструкций / Evaluation of impact strength of steels for metal structure // Промышленное и гражданское строительство. 2018 (10):22—34.
- Алюминиевые сплавы для строительных металлических конструкций (комментарий к СП 128.13330) / Aluminium Alloys for Building Metal Structures (commentaries on SP 128.13330) // Промышленное и гражданское строительство. 2013 (10):5—8.

## Награды
- серебряная медаль ВДНХ (№ 335-Н; 1989 г., за достигнутые успехи в развитии народного хозяйства)
- медаль «В память 850-летия Москвы»
- знак «Почётный строитель России» (№ 8947; 2002)
- памятная медаль за участие в реконструкции Останкинской телебашни после пожара (2007)
- медаль «За доблестный труд» (№ 25371)
- памятная медаль за участие в реконструкции скульптурной композиции «Рабочий и колхозница» (2008)
- золотая медаль международной выставки «Металл-Экспо» (2012)
- медаль МЧС «Отвага. Мужество. Честь» (2012)[3]
- памятная медаль Минрегиона России «Строителю объектов саммита АТЭС» (№ 286; 2012)[3][15]
- премия Правительства РФ в области науки и техники (2012) — за разработку и осуществление комплексной системы научно-технического обеспечения эксплуатационной надежности металлических конструкций при возведении уникальных строительных объектов[16]
- премия Правительства РФ в области науки и техники (2018) — за разработку, производство и внедрение отечественных огнезащитных материалов в области строительства предприятий и объектов в жилищно-социальной сфере и различных отраслях промышленности[17].
- Памятная медаль «За полезные труды» Российской академии архитектуры и строительных наук (2019)
- Медаль «За заслуги в строительном образовании и науки» III степени (бронзовая; 2019)
- Знак «Заслуженный инженер России» (2019)
- Памятная медаль «300 лет М. В. Ломоносову» (2019)